# Китастий Григорій Трохимович
Григо́рій Трохи́мович Кита́стий (17 січня 1907, Кобеляки, Кобеляцький повіт — 6 квітня 1984, Сан-Дієго, Каліфорнія, США) — український композитор, диригент, бандурист, Герой України.

## З життєпису
Народився у селянській родині, що вела свій родовід з «козацького стану». Ще з молодих років він цікавився мистецтвом і був учасником різних гуртків: музичного, драматичного та співочого.

### Навчання
На 20-му році життя Г. Китастий вступив до Полтавського музичного технікуму на вокально-хоровий відділ. Нелегко було вчитися і заробляти собі на хліб. У своїй «Автобіографії» він з вдячністю згадує директора технікуму, керівника Полтавської хорової капели Федора Попадича, який, очевидно, помітивши неабиякий хист свого учня, приділяв йому особливу увагу, піклувався й про поліпшення умов його життя.
У 1930 році після закінчення музичного технікуму вступив до Київського музично-драматичного інституту імені Миколи Лисенка.
Навчаючись на диригентсько-капельмейстерському факультеті, оволодівав технікою гри на скрипці, корнеті та на бандурі.
Після закінчення курсу навчання на хормейстерському факультеті, у 1933 році, за порадою теоретика Григорія Любомирського, перейшов на композиторський факультет. Під час навчання часто виступав як бандурист у складі агіткультбригад. Тоді ж він познайомився з бандуристами Київської капели, з якою спочатку час від часу виступав на концертах, а пізніше, наприкінці 1935 року, став дійсним її членом.
У 1935 році з залишків Полтавської і Київської капел, які були розформовані раніше в 1934 році, зібрали Державну зразкову капелу бандуристів України. В ній Григорій Китастий став концертмейстером, а в 1941 році — заступником мистецького керівника.

### Українська капела бандуристів ім. Т. Шевченка
З початком Другої світової війни капела була розформована. Молодших за віком призвали до діючих бойових з'єднань, а старших — на копання протитанкових ровів навколо Києва.
З тих, що пішли на фронт, багато загинуло, дехто потрапив у полон, серед них був і Григорій Китастий. З полону йому пощастило втекти і повернутися у Київ. В окупованому німцями місті де долучився до інших 16 артистів вже сформованої капели, давши їй ім'я Тараса Шевченка.
Після довгого чекання на початку 1942 року німецька влада дозволила двотижневі гастролі капели по селах Київщини. Концерти мали шалений успіх, і це окриляло артистів.
Весною капела виїхала у концертну подорож по Волині і Галичині, з якої колектив було відізвано до Києва і невдовзі, у вересні 1942 року, під виглядом гастролей вивезено до Райху. Два місяці артисти провели у таборі остарбайтерів (робітників зі сходу) Шупен 43 в Гамбурзі. Працювали у клепальному цеху, виготовляючи якісь деталі для підводних човнів. У святкові дні давали концерти для робітників табору.
Завдяки втручанню редактора газети для остарбайтерів «Українець» Андрієві Лицеву, капелу вдалося вирвати з табору.
Наприкінці листопаду надійшло повідомлення з Берліна про переведення колективу на концертну роботу. Залишаючись в статусі остарбайтерів протягом усієї війни, музиканти капели постійно роз'їжджали по німецьких містах, де було найбільше українських робітників, доводилося виступати і перед інтернаціональними аудиторіями. Скрізь їх виступи проходили з тріумфом.

### Німеччина
У 1943—1944 роках капела 9 місяців перебувала на гастролях у Галичині. Зокрема 8—9 березня 1943 року Капела бандуристів знаходилася в Дрогобичі і дала в місті два концерти. У Турці капелани зустріли поета Івана Багряного. Григорій Китастий потоваришував із ним, і ця дружба й творча співпраця тривали до останніх днів життя Івана Багряного (1963).
У Турці поет написав кілька патріотичних бойових віршів. Вони одразу увійшли до репертуару капели, з яким вона виступала в селах, містах Західної України та в лісах перед вояками Української Повстанської Армії (УПА).
Після закінчення війни музиканти Капели опинилися в таборі переміщених осіб. Григорій Китастий невтомно працював над концертними програмами капели, виступи якої користувалися непересічним успіхом у таборах для переміщених осіб у Західній Європі. У 1946 році, захопленний особистістю Юрія Тютюнника, Китастий разом з Іваном Багряним написав «Пісню про Тютюнника» (див Цікаві факти).

### США
Григорій Китастий жив у Детройті, пізніше короткий час у Каліфорнії, в 1964 році переїхав до Чикаго, де очолив перший ансамбль бандуристів Об'єднання Демократичної Української Молоді (ОДУМ).
Наприкінці 1967 року він втретє одружився і переїхав до Клівленду і звідти автомобілем їздив до Детройту на проби (репетиції) капели Бандуристів.
Інтереси митця не обмежувалися мистецтвом. Він був активним у суспільному та політичному житті української громади в діаспорі, з задоволенням грав у шахи.
На честь 70-річчя Григорія Китастого осередок Української революційної демократичної партії, членом якої він був, привітав його виданням «Збірника на пошану Григорія Китастого». Книга вийшла у 1980 році коштом Фундації імені Івана Багряного й містить розвідки, статті, рецензії, спогади, а також вірші, присвячені ювілярові, та деякі його твори.

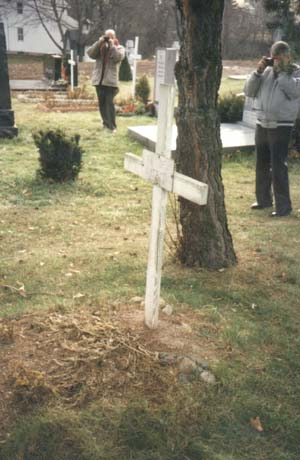
Старе фото могили Г. Китастого в Баунд Брук, США.

У 1984 році Григорій Китастий несподівано захворів і 6 квітня помер від раку в Сан-Діеґо, Каліфорнії. Похований на Цвинтарі святого Андрія в штаті Нью-Джерсі (США). Зберігся аудіозапис церемонії прощання та траурні промови, зокрема бандуристів Петра Гончаренка та Петра Потапенка.

### Звання «Герой України»
Указом Президента України Віктора Ющенка № 1077/2008 від 25 листопада 2008 року за визначний особистий внесок у справу національного і духовного відродження України, поширення української культури і кобзарського мистецтва у світі колишньому диригенту і керівникові Української капели бандуристів імені Тараса Шевченка у США Григорію Трохимовичу Китастому посмертно присвоєно звання Герой України з удостоєнням ордена Держави.

### Родина
- Син — культуролог, дипломат, музикант Віктор Китастий (1943—2000).
- Син — бандурист Андрій Китастий (1954—2020).
- Брат — художник, іконописець Андрій Китастий (1892—1916).
- Брат — бандурист Іван Китастий (1902—1972).
  - Племінник — бандурист Петро Китастий (нар. 1928).
    - Внучатий племінник — музикант Юліян Китастий (нар. 1958)[4][5].

## Цікаві факти
- Текст пісні про Юрія Тютюнника був створений після перегляду Іваном Багряним фільму про революційні часи який зняв сам Тютюнник і де він сам себе грав.
- Музична тема з «Пісні про Тютюнника» на слова Івана Багряного була використана американським гуртом The Ventures для композиції «Vibrations»[6], її фрагмент був відомий в СРСР як музична заставка до програми «Міжнародна панорама»[7].
- Збірник «Вставай, народе!» — перша в Україні публікація творів Григорія Китастого, написаних у різні роки.

## Вшанування пам'яті
В Полтаві існує вулиця Григорія Китастого. Також вулиця Григорія Китастого у його рідних Кобеляках.

## Композиції
- Гомін степів — для капели бандуристів [Архівовано 6 Жовтня 2016 у Wayback Machine.]

## Публікації
- Kytasty, H. — Some Aspects of Ukrainian Music under the Soviets — Research Program on the USSR, Mimeographed Series № 65, N.Y. 1965 (62с.)
- Китастий Г. — Моя автобіографія — рукопис (48с.)
- Китастий Г. — Дві декади укр. Мистецтва в Москві — ж. «Нові Дні», липень, 1953
- Китастий Г. — До 50 -ліття Першої капели бандуристів в Україні — ж. Вісті, 1969. #29
- Китастий Г. — Моїм друзям-кобзарям новорічний привіт! — ж. Бандура, #7-8, 1984
- Китастий Г. — Восьмигодинний робочий день для митців, дім божевільних у Києві та інше. — ж. Бандура,#9-10, 1984
- Китастий Г. — Буржуазна Галичина, Тріюмф Шевченка над Сталіним і всеж таки Україна — ж. Бандура, #9-10, 1984
- Китастий Г. — Прем'єр Любченко, Турецькі Султани, Маршал Блюхеренко й дещо інше — ж. Бандура, #9-10, 1984
- Китастий Г. — Укразія, Гостювання у Тамерлана і змова проти Москви від Бугу до Судар'ї — ж. Бандура, #9-10, 1984